# Яго Бечейро
Яго Бечейро Перейро (ісп. Iago Beceiro Pereiro нар. 15 березня 1993, Ла-Корунья, Іспанія) — іспанський футболіст, нападник «Оренсе». Свою кар'єру, яку Яго розпочав у «Депортіво» (Ла-Корунья), футболіст зіпсував власною недисциплінованістю.

## Клубна кар'єра

### «Депортіво»
Бечейро народився в місті Ла-Корунья, Галісія. Виступав на юнацькому та молодіжному рівні за «Депортіво» (Ла-Корунья), потім захищав кольори резервної команди в Сегунда Дивізіоні Б та Терсера Дивізіоні.
Дебютував у першій команді колективу з Ла-Коруньї 19 січня 2011 року в програному (2:3) домашньому поєдинку Кубку Іспанії проти «Альмерії». Яго вийшов на поле в другому таймі, замінивши Пабло Альвареса. Тим е менше переважну більшість часу він провів саме в резервній команді.

### «Карпати» (Львів)
Наприкінці січня 2013 року Бечейро підписав контракт з представником Української Прем'єр-ліги «Карпати» (Львів). Наприкінці лютого 2013 року з'явилася інформація про можливий перехід молодого нападника в київське «Динамо». Бечейро розірвав контракт з «Карпатами» й намагається домовитися з киянами. На початку березня 2013 року видання Террикон, з посиланням на газету Marca, повідомило, що молодий нападник прибув у «Динамо» на місячний перегляд до молодіжної команди клубу. Проте майже одразу головний тренер молодіжного складу «Динамо» Олександр Хацкевич повідомив, що «не знає такого футболіста». А вже через декілька днів сайт Динамоманія спростував інформацію про появу в команді Яго.

### Повернення до Іспанії
У квітні 2013 року нападник повернувся до Іспанії, де підписав контракт з клубом «Верін», який виступав у регіональній лізі (Галісія). У цьому клубі грав регулярно, відзначався голами. Керівництво «Депортіво» вирішило надати своєму вихованцю другий шанс, запропонувавши йому повернутися до команди й у липні він підисав контракт з резервною командою клубу, проте вже 29 січня 2014 року його контракт з «Депортіво» було розірвано. 
Після цього Яго намагався закріпитися в «Саудаль Депортіво» та «Сомосас», проте наприкінці 2014 року знову став гравцем «Веріни». 20 січня 2016 року підписав контракт з «Понферрадіною» з Сегунда Дивізіону, проте майже одразу відправився в оренду до «Атлетіко Асторга» з третього дивізіону іспанського чемпіонату.
3 серпня 2016 року «Навалькарнеро» домовилося про річну оренду Яго. Вже в січні наступного року Бечейро відправився в чергову оренду, цього разу до «Барко» з четвертого дивізіону іспанського чемпіонату.
У липні 2017 року підписав контракт з нижчоліговою «Аросою» з рідного для Яго регіону. Проте вже в січні наступного року через проблеми з дисципліною його контракт був розірваний.

## Кар'єра в збірній
У 2009 році провів 2 поєдинки за юнацьку збірну Іспанії U-17.